# Stavrivka, Ivankiv
Stavrivka (în ucraineană Ставрівка) este un sat în comuna Rozvajiv din raionul Ivankiv, regiunea Kiev, Ucraina.

## Demografie
Componența lingvistică a localității Stavrivka
     Ucraineană (99,27%)
     Alte limbi (0,73%)
Conform recensământului din 2001, majoritatea populației localității Stavrivka era vorbitoare de ucraineană (99,27%), existând în minoritate și vorbitori de alte limbi.